# Schwere SS-Panzerabteilung 101
Lo schwere SS-Panzer-Abteilung 101, comunemente abbreviato in s.SS-Pz. Abt. 101 fu una delle prime e principali unità corazzate d'élite delle Waffen-SS, e venne impegnata su diversi fronti come forza di pronto intervento.

## Storia
Creato il 19 luglio 1943 come parte del I. SS-Panzerkorps, era formato da due compagnie di carri pesanti Panzer VI Tiger I, a cui venne in seguito aggregata la 13ª Compagnia del 1º Reggimento Panzer SS. Il 23 agosto 1943, come tutta la "Leibstandarte SS Adolf Hitler" venne trasferito in Italia dove rimase fino alla metà di ottobre. La 1ª e 2ª Compagnia rimasero invece sul Fronte Orientale.
Per prevenire l'ormai imminente invasione della Normandia, l'OKW decise di trasferire elementi del battaglione ad Ovest, agli inizi del 1944. Il 1º giugno 1944, il battaglione fu dislocato nella zona di Beauvais, a nord-ovest di Parigi, con tutti i suoi 45 carri Tigre, di cui 37 operativi. In seguito al D-Day il comando del battaglione ricevette l'ordine di raggiungere il fronte, ma i continui attacchi dell'aviazione alleata ne ostacolarono la marcia di avvicinamento; solamente il 12 giugno i carri raggiunsero il fronte. Dopo pesanti settimane di combattimento, tra cui la spettacolare battaglia di Villers-Bocage, al 5 luglio il battaglione aveva perso 15 dei suoi 45 carri.
In quel periodo, gli equipaggi dei carri distrutti vennero trasferiti in Germania per iniziare l'addestramento con i nuovi carri pesanti Panzer VI Tiger II. Il 7 agosto il battaglione poteva contare 25 Tigre, di cui 21 operativi; la successiva sacca di Falaise e la ritirata in Germania, ne decimarono ulteriormente la forza corazzata.
Il 9 settembre 1944, le compagnie rimaste vennero ritirate ed equipaggiate totalmente con i nuovi carri Tiger e il 22 settembre 1944 venne rinominato schwere SS-Panzer-Abteilung 501.

## Comandanti
- SS-Sturmbannführer Heinz von Westernhagen (19 luglio 1943 - 8 novembre 1943)
- SS-Obersturmbannführer Otto Leiner (9 novembre 1943 - 13 febbraio 1944)
- SS-Obersturmbannführer Heinz von Westernhagen (13 febbraio 1944 - 20 marzo 1945)
- SS-Sturmbannführer Heinrich Kling (20 marzo 1945 - 8 maggio 1945)